# 小行星1242
小行星1242（1242 Zambesia）是一颗围绕太阳公转的小行星。1932年4月28日，西里爾·傑克遜在约翰内斯堡发现了此天体。
該小行星以非洲的尚比西河命名。
这颗小行星的绝对星等为52.5960859098618等。